# Pop ruso
El pop ruso (Российская поп-музыка en ruso) es la música pop producida en idioma ruso o en otras lenguas como inglés o castellano, pero interpretados por cantantes rusos o que alternativamente también cantan en ruso.

## Historia

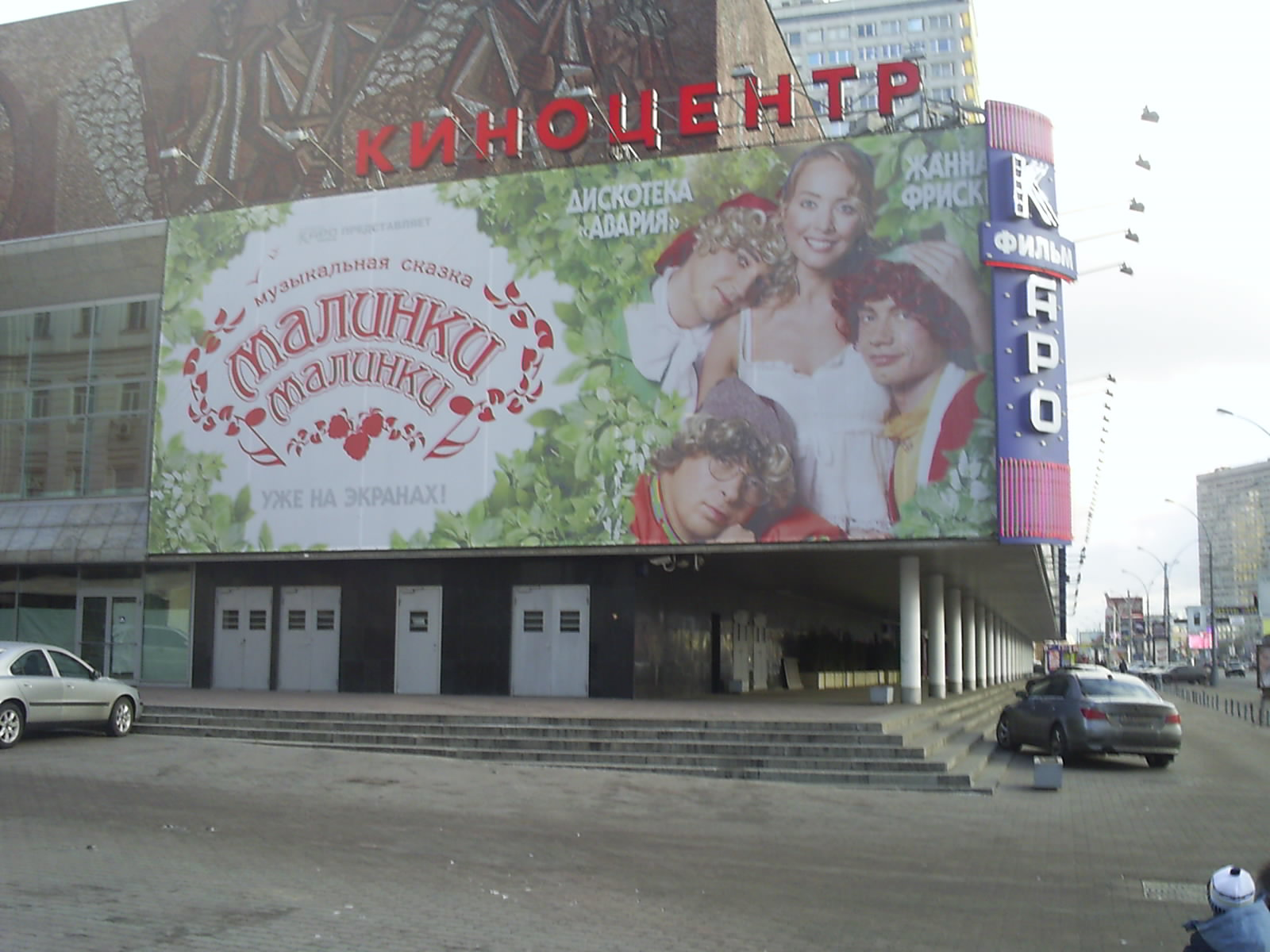
Promocional de Zhanna Friske y Diskoteka Avariya

Después del cambio del bloque socialista, la industria musical rusa comenzó a impulsar la música pop rusa. Durante los tiempos de la Unión Soviética algunos grupos de rock fueron populares, tales como DDT, Kinó, Nautilus Pompilius o Leningrad. Sin embargo en la época socialista existían ya algunos cantantes de música pop, es el caso de Sofiya Rotaru conocida como la "Reina del Pop", Mirage, Larisa Dolina, y Alla Pugachova.
Rusia produce una gran cantidad de música. El mercado es muy grande, ya que los cantantes no son sólo populares en Rusia, sino en otros países del antiguo bloque socialista (Polonia, Rumania, Hungría, Bulgaria) y las ex Repúblicas Soviéticas (Estonia, Letonia, Lituania, Ucrania, Bielorrusia, Armenia, Azerbaiyán, Estonia, Georgia, Kazajistán, Kirguistán, Moldavia, Turkmenistán y Uzbekistán). Además, en dichos países de Europa Oriental viven muchas personas cuya lengua materna es el ruso. Esta música, sin embargo, es popular entre personas de otras lenguas, a pesar de que la actitud de esta gente hacia Rusia sea discutible. En los concursos del Festival de la Canción de Eurovisión y del Festival de la Canción de Eurovisión Infantil, la mayoría de los votos a favor de Rusia provienen de países anteriormente bajo el régimen socialista.

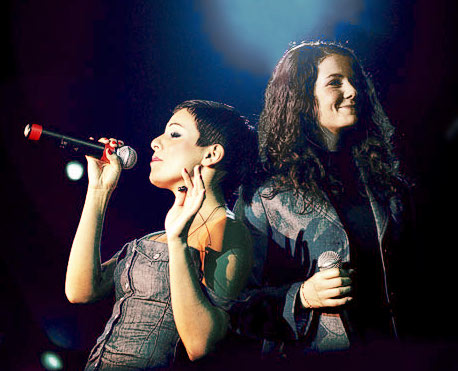
t.A.T.u., primeras cantantes que triunfaron en Occidente y Asia.

## Años 2000

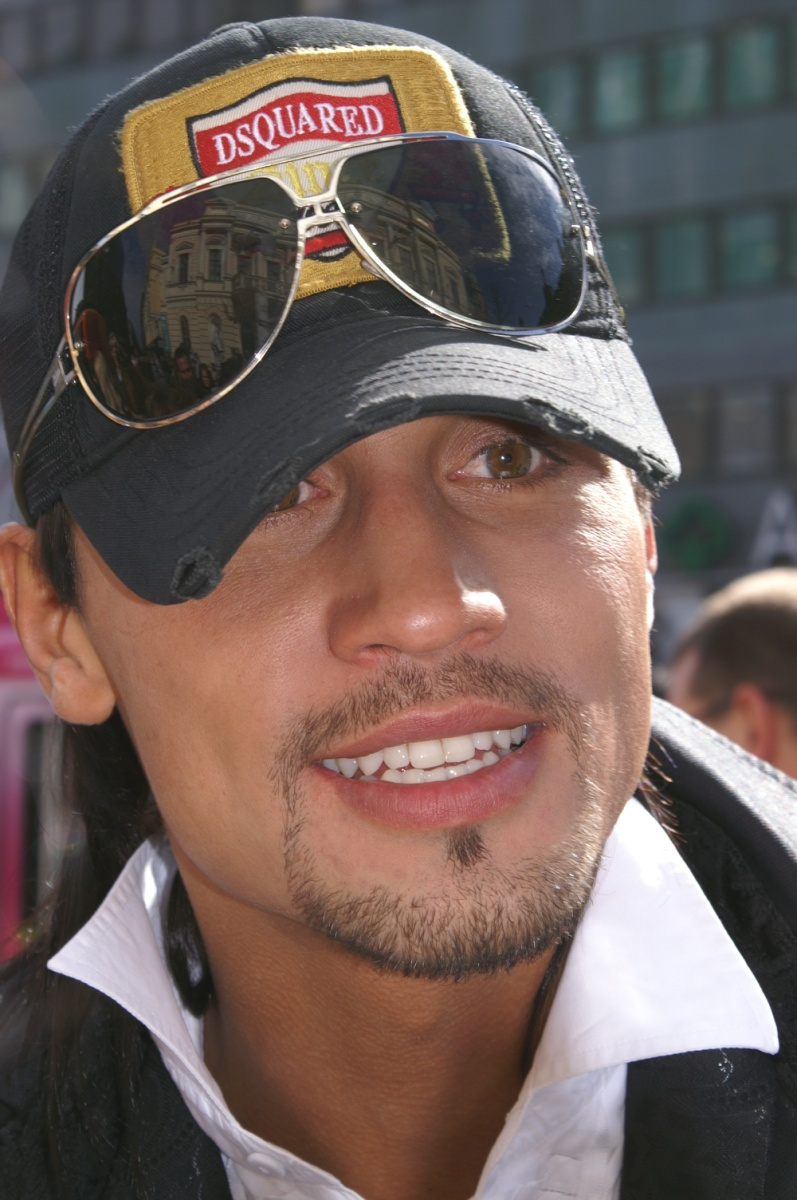
Dima Bilán.

Fue a principios de los años 2000 que la música pop rusa comenzó a ser popular en otros continentes. Con el lanzamiento mundial del cantante búlgaro Philip Kirkorov y el dueto ruso t.A.T.u., la música pop rusa comenzó a ser conocida. Los cantantes y grupos son muy numerosos, y entre los más populares figuran los grupos Chay Vdvoëm, Faktor-2, Diskoteka Avariya, t.A.T.u., Mumiy Troll y Otpetye Moshenniki al igual que solistas como Dima Bilán, ganador de Eurovisión 2008, Serguey Lazarev o la cantante Maksim.

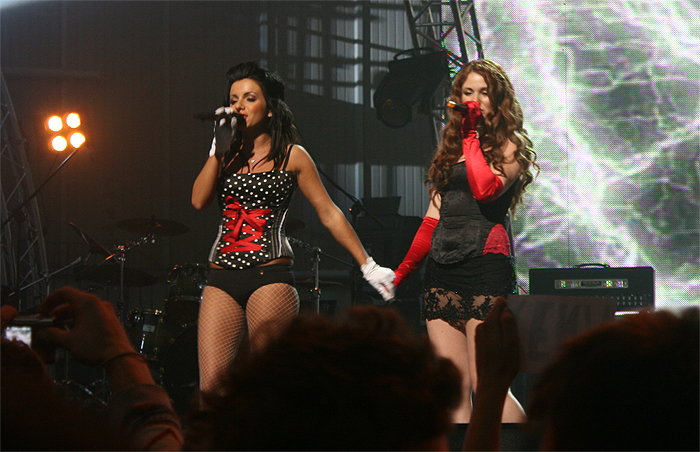
t.A.T.u., el grupo ruso más exitoso de todos los tiempos.

## Fabrika zvëzd

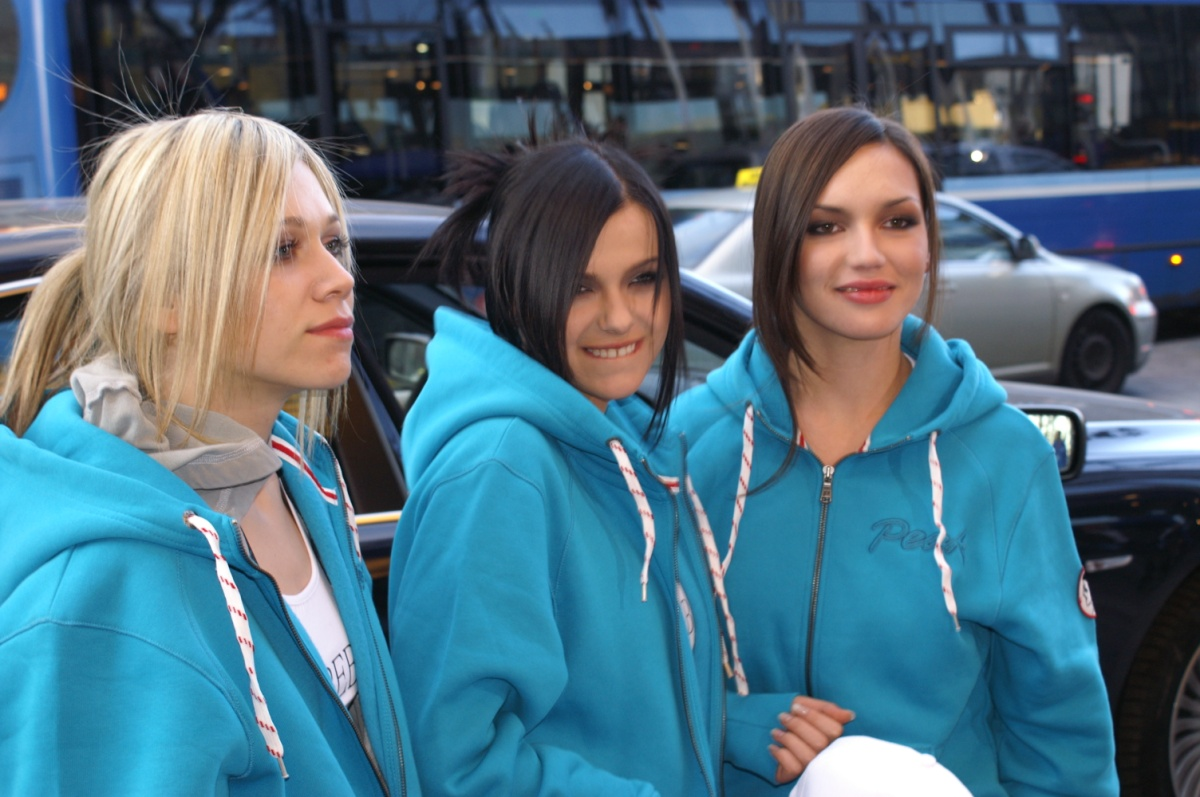
El trío ruso Serebró

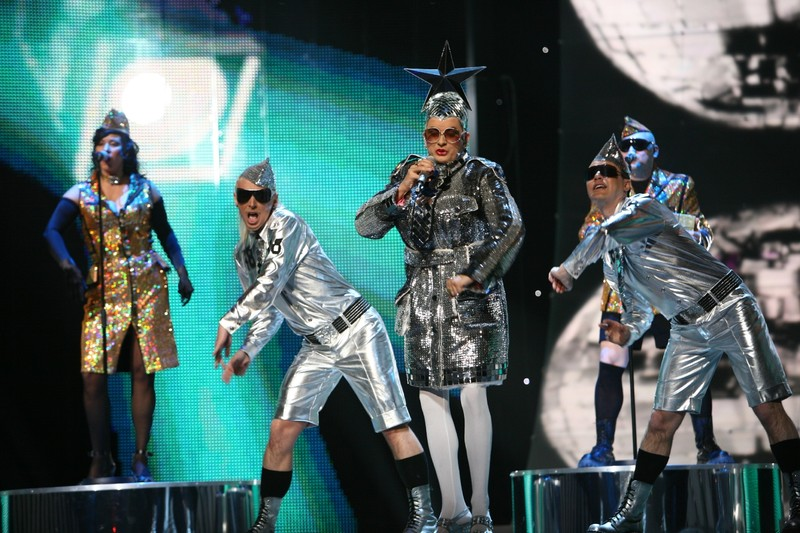
Verka Serdyuchka

A mediados de la primera década de los 2000, se lanzó en Rusia la versión local de los reality shows La Academia u Operación Triunfo (los cuales buscan talentos musicales), llamado Fábrica de Estrellas (Фабрика звёзд, fabrika zvëzd, en ruso), teniendo un éxito comercial considerable y lanzando así más cantantes al mercado. Entre ellos la vocalista del grupo Serebró, el cual participó en el concurso Eurovisión 2007.

## Cantantes no rusos
Aparte del cantante búlgaro mencionado arriba Phillip Kirkorov, hay otros cantantes cuyo origen no es ruso, pero sus canciones son lanzadas en ruso y en ocasiones en su lengua materna. Tal es el caso de los ucranianos Verka Serdyuchka, Sofiya Rotaru y Ani Lorak o del bielorruso Seryoga.